# NGC 1060
NGC 1060 este o galaxie lenticulară situată în constelația Triunghiul. A fost descoperită în 12 septembrie 1784 de către William Herschel. Se află la o distanță de 68,2 de megaparseci de Pământ.